# Tadeusz Fedorowicz (duchowny)

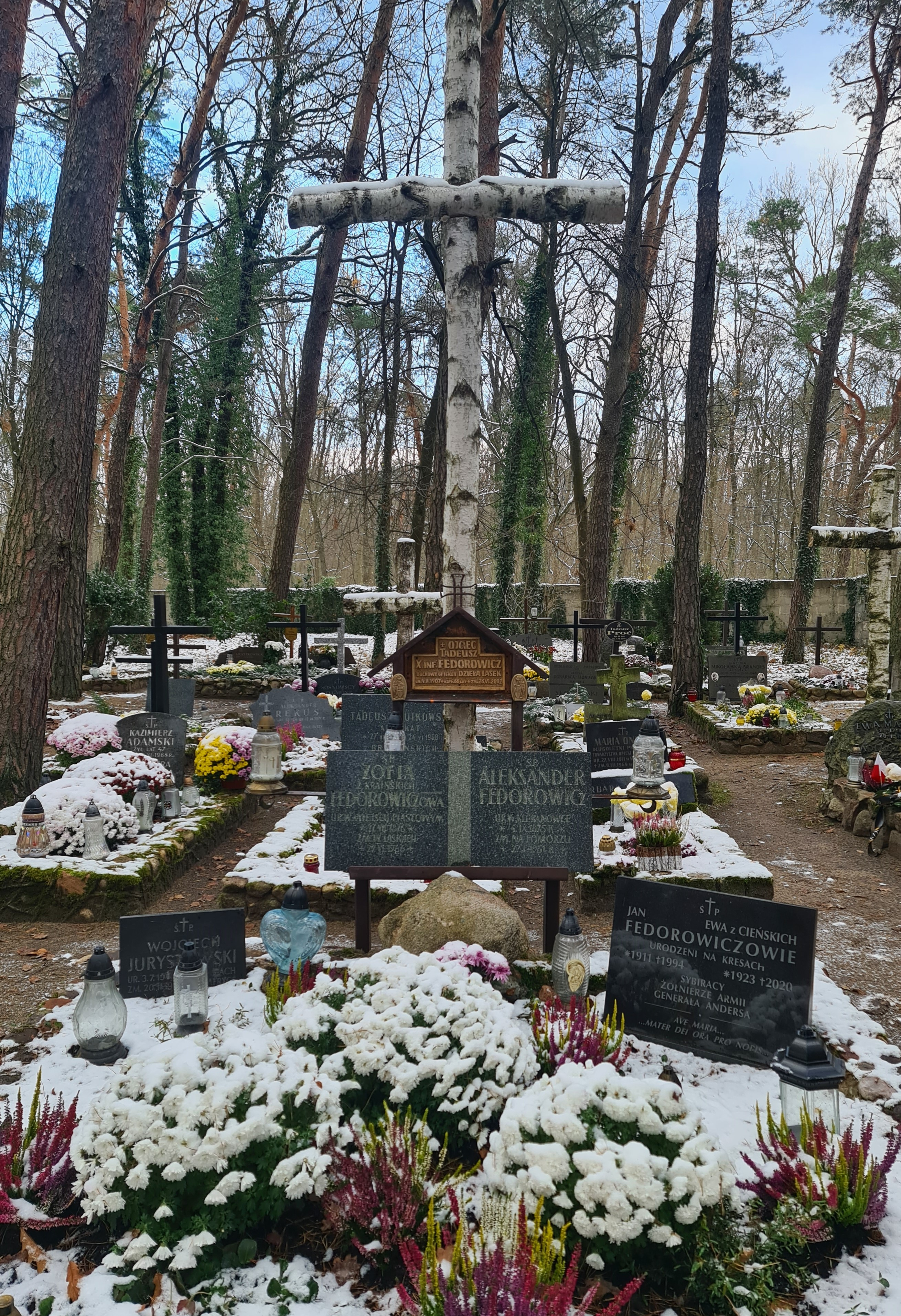
Grób ks. Tadeusza Fedorowicza i jego rodziców na cmentarzu leśnym w Laskach

Tadeusz Fedorowicz, herbu Oginiec (ur. 4 lutego 1907 w Klebanówce koło Podwołoczysk, zm. 26 czerwca 2002 w Laskach) – polski ksiądz katolicki, kierownik duchowy Zakładu dla Ociemniałych w Laskach, organizator Krajowego Duszpasterstwa Niewidomych.

## Życiorys
Był trzecim z dziewięciorga dzieci Aleksandra Aryana Teofila i Zofii z Kraińskich, córki Władysława i Marii z Trzecieskich. Jego dziadkiem był Tadeusz Fedorowicz, właściciel dóbr Klebanówka, Obodówka i innych, poseł sejmowy. Wychowany w atmosferze głęboko patriotycznej i religijnej. Dwoje jego młodszego rodzeństwa: siostra Olga i najmłodszy brat Aleksander wybrali również życie konsekrowane (siostra należała do zgromadzenia Sióstr Franciszkanek Misjonarek Maryi i przez wiele lat pracowała na misjach w Chinach, brat był księdzem i zmarł w opinii świętości).
Studiował na Uniwersytecie Jana Kazimierza we Lwowie prawo, później teologię. Przyjaźnił się z członkami lwowskiego stowarzyszenia akademickiego Odrodzenie – Janem Szeptyckim, Stefanem Swieżawskim oraz o. Michałem Czartoryskim. W 1929 uzyskał tytuł magistra prawa. W latach 1930–1931 służył w Dywizjonie Artylerii Konnej Szkoły Podchorążych we Włodzimierzu Wołyńskim. Następnie podjął studia w seminarium duchownym we Lwowie związanym z Wydziałem Teologii Uniwersytetu Jana Kazimierza (1931–1936). 28 czerwca 1936 przyjął święcenia kapłańskie, po czym był duszpasterzem w Tarnopolu i Lwowie. W chwili wybuchu wojny był wikarym w parafii św. Marii Magdaleny we Lwowie oraz dyrektorem Domu Ubogich Miasta Lwowa.
Podczas pierwszej okupacji sowieckiej Lwowa, w kwietniu 1940 został aresztowany przez NKWD i osadzony w więzieniu na Zamarstynowie. Wypuszczony, w czerwcu 1940. Za zgodą arcybiskupa Bolesława Twardowskiego udał się dobrowolnie do Kazachstanu na zesłanie razem z Polakami wywożonymi z obszaru Małopolski Wschodniej. Sprawował tam w ukryciu obowiązki duszpasterskie. Był w Armii Władysława Andersa, jednak wystąpił z niej, gdy okazało się, że nie wszyscy Polacy mogą opuścić Związek Radziecki. W 1943 został aresztowany przez NKWD i na kilka miesięcy osadzony w więzieniu w Semipałatyńsku. W 1944, jako kapelan sformowanej w Sumach 4. Dywizji armii Berlinga, wrócił w nowe granice Polski. W listopadzie tego roku zwolniono go z wojska z powodów politycznych. Na zaproszenie ks. Władysława Korniłowicza podjął pracę w ośrodku dla ociemniałych w Laskach. W latach 1948–1950 pełnił także funkcję ojca duchownego seminarium lwowskiego w Kalwarii Zebrzydowskiej.
W czasie swej pracy z niewidomymi w Laskach stał się bardzo ważnym autorytetem duchowym dla wielu kręgów warszawskiej inteligencji. Wówczas w Laskach regularnie bywały takie osoby jak Tadeusz Mazowiecki, Stefan Swieżawski, Jerzy Zawieyski, Stanisław Stomma, Jerzy Turowicz, Bohdan Cywiński, Andrzej Wielowieyski i wielu innych. Tadeusz Fedorowicz organizował dla tych środowisk dni skupienia i rekolekcje, wspierał duchowo w działaniach opozycyjnych względem PRL. Był olbrzymim autorytetem dla warszawskiego KIKu, cenionym spowiednikiem ludzi młodych. Rozpoczął również prowadzenie trudnego w czasach PRL duszpasterstwa rodzin ziemiańskich i arystokratycznych. W styczniu 1976 roku podpisał list protestacyjny do Komisji Nadzwyczajnej Sejmu PRL przeciwko zmianom w Konstytucji Polskiej Rzeczypospolitej Ludowej. Podczas pontyfikatu Jana Pawła II był regularnym spowiednikiem papieża, z którym był zaprzyjaźniony jeszcze sprzed czasu pontyfikatu.
W 1992 został wyróżniony Nagrodą im. Jerzego Łojka za książkę pt. Drogi Opatrzności.
Pochowany został na cmentarzu w Laskach.